# Матара (округ)
Матара (синг. මාතර දිස්ත්රික්කය, там. மாத்தறை மாவட்டம்) — один з 25 округів Шрі-Ланки. Входить до складу Південної провінції країни. Адміністративний центр — місто Матара.

## Площа
Площа округу становить 1283 км² . В адміністративному відношенні поділяється на 16 підрозділів. Матара – основне місто Шрі-Ланки у Південній провінції, яке розташовано за 160 км від Коломбо. 

## Населення
Населення округу за даними перепису 2012 року становить 803 999 чоловік. 94,16% населення складають сингали; 2,94% — ларакалла; 0,63% — ланкійські таміли; 2,23% — індійські таміли і 0,04% — інші етнічні групи . 94,0% населення сповідують буддизм; 2,35% — іслам; 3,23% — християнство і 0,36% — індуїзм .

## Історія
Матара історично належить до тієї області, яка називалася королівством Рухуна й яке було одним із трьох королівств (синг.  තුන් සිංහලය) Ланки. За версією бгікшу Тотаґамуве Шрі Рагула Тера, король Веерабамапанам зробив Матару своєю столицею і назвав її «Мапатуна». Храм посеред міста також був побудований стародавніми царями і є дуже популярним священним місцем серед буддистів цього району. На початку XVI ст. Матара потрапила під правління португальців. У 1756 році голландці захопили Морську провінцію і розділили її на чотири адміністративні округи — Сабараґамува, Сат Корле, Сатара Кореле і Матара. Серед цих округів провінція Матара займала найбільшу площу (по суті всю Південну провінцію аж до річки Калуґанґа). У справі, яку король Дгармапала передав голландцям, було зазначено, що територія району Матара простягалася від Шрі-Джаяварденепура-Котте до річки Валаве Ґанґа.
У 1760 році форт Матара був успішно атакований військами королівства Канді. Форт утримувався під владою сингальців майже рік. У 1762 році голландці відбили форт Матара без особливого опору. Після форту Ґалле форт Матара був другим за значенням фортом для південних морських провінцій Голландського Цейлону та командною базою для деяких внутрішніх фортів. У 1796 році форт було урочисто передано англійцям. Давня колоніальна культура та архітектура на території міста спостерігається і сьогодні. Маяк Дондра (1887) був побудований британцями і вважається одним з найкрасивіших маяків Шрі-Ланки. Також у місті збереглися дві фортеці, форт Матара (1560) і форт Стар (1761). Інші важливі колоніальні будівлі — церква Св. Марії (1769) та площа ринок Нуп (1784).
Найбільш відомими мислителями, які жили в цьому районі, були Кумаратунґа Мунідаса і Ґаджаман Нона.
Місто серйозно постраждало від землетрусу в Індійському океані 2004 року.